# Sêder de Pessach

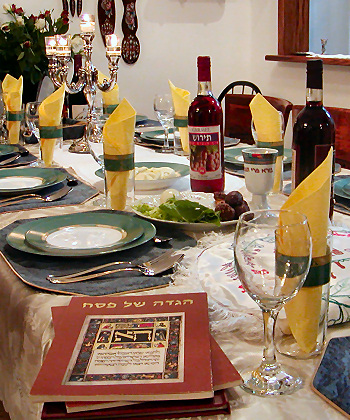
Mesa preparada para a realização do Seder de Pessach.

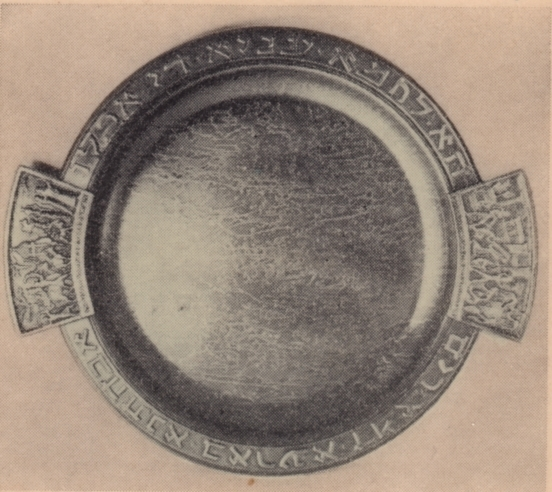
Seder de Pessach Placa (1948 Pal-Bell, Maurice Ascalon)

O Sêder de Pessach (do hebraico סדר, sêder) refere-se ao jantar cerimonial judaico em que se recorda a história do Êxodo e a libertação do povo de Israel. O Sêder é realizado na primeira noite de Pessach em Israel e na primeira e segunda noites fora de Israel.